# 원죄 (2018년 영화)
《원죄》는 2018년에 개봉한 대한민국의 영화이다.

## 캐스팅
- 김산옥 : 수녀 에스더 역
- 백승철 : 상문 역
- 이현주 : 혜정 역
- 최광덕 : 신부 역
- 안진수 : 노신부 역
- 은정은 : 아내 역
- 이현정 : 엄마 역
- 우현서 : 어린 에스더 역
- 최대성 : 남자 역
- 박경화 : 아줌마 역
- 김찬우 : 순경 역
- 김원중 : 손님 1 역
- 오대섭 : 어부 1 역
- 김동준 : 어부 2 역
- 최인정 : 약사 역
- 유상흘 : 운전사 1 역
- 김요섭 : 운전사 2 역
- 이희찬 : 승객 1 역
- 손경원 : 명석 역
- 김태연 : 어린 혜정 역

## 같이 보기
- 2018년 대한민국의 영화 목록